# 1185
| Calendário gregoriano                                                        | 1185 MCLXXXV                                          |
| Ab urbe condita                                                              | 1938                                                  |
| Calendário arménio                                                           | 634 – 635                                             |
| Calendário bahá'í                                                            | -659 – -658                                           |
| Calendário budista                                                           | 1729                                                  |
| Calendário chinês                                                            | 3881 – 3882 Início a 2 de fevereiro (aproximadamente) |
| Calendário copta                                                             | 901 – 902                                             |
| Calendário etíope                                                            | 1177 – 1178                                           |
| Calendários hindus - Vikram Samvat - Calendário nacional indiano - Cáli Iuga | 1240 – 1241 1106 – 1107 4285 – 4286                   |
| Calendário Holoceno                                                          | 11185                                                 |
| Calendário islâmico                                                          | 581 – 582                                             |
| Calendário judaico                                                           | 4945 – 4946                                           |
| Calendário persa                                                             | 563 – 564                                             |
| Calendário rúnico                                                            | 1435                                                  |
| Calendário solar tailandês                                                   | 1728                                                  |

1185 (MCLXXXV, na numeração romana) foi um ano comum do século XII do Calendário Juliano, da Era de Cristo, e a sua letra dominical foi F (52 semanas), teve início a uma terça-feira e terminou também a uma terça-feira.
No reino de Portugal estava em vigor a Era de César que já contava 1223 anos.

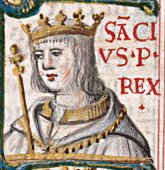
Rei Sancho I de Portugal. Iluminura do Livro dos reis ou Livro das gerações e linhagem dos reis, incluindo a Hispânia.

| Ano completo                       |
| ---------------------------------- |
| Ano comum com início à terça-feira |

## Eventos
- 25 de Abril — Batalha naval de Dan-no-ura, Japão, durante a qual Minamoto Yoritomo derrota o Clã Taira.
- 9 de Dezembro — Sancho I sucede a D. Afonso Henriques como rei de Portugal.
- Início do Período Kamakura na história do Japão.
- O Papa Urbano III sucede ao Papa Lúcio III.
- Isaac II Ângelo  sucede a Andrónico I Comneno como imperador de Bizâncio.
- Isaac Ducas Comneno, auto proclamado governante do Chipre auto-intitula-se basileus (imperador bizantino) naquela ilha.
- Construção da Sé de Évora.
- Criação do Condado palatino de Cefalônia e Zacinto por Margarido de Brindisi.

## Nascimentos
- 23 de Abril - rei Afonso II de Portugal (m. 1223).
- Martim Pires de Chacim, foi Senhor de Chacim, Portugal (m. 1258).
- Ângelo da Sicília, considerados um dos "pais" da Ordem do Carmo (m. 1120).
- Roberto III de Dreux, conde de Dreux, Dreux, França (m. 1234).

## Mortes
- 24 de Março - Antoku, 81º imperador do Japão.
- 25 de Novembro - Papa Lúcio III.
- 6 de Dezembro - Afonso Henriques, primeiro rei de Portugal (n. 1109).
- Andrónico I Comneno - imperador de Bizâncio (n. 1118).
- Fernando Rodrigues de Castro "o Castelhano", nobre castelhano, vassalo do rei Fernando II de Leão.
- Bhaskara Akaria - professor, astrólogo e astrônomo e o matemático mais importante do século XII (n. 1114).
- Ibn Tufail - médico, matemático, astrónomo, filósofo e poeta muçulmano do Al-Andalus (n. década 1100).
- Assuaili - santo muçulmano e ulemá (erudito) sufista, autor de livros sobre gramática e direito islâmico; um dos Sete Santos de Marraquexe"; m. 1114).